# 美利堅聯盟國簡史
《美利堅聯盟國簡史》（英語：A Short History of the Confederate States of America）是傑佛遜·戴維斯撰寫的回憶錄，於1889年去世前不久完成。戴維斯在密西西比州比洛克西期間撰寫了這本書的大部分內容。
這本書與其說是戴維斯的回憶錄，不如說是對分裂國家爭論的闡述。在戴維斯的早期著作《聯盟國政府的興衰》中，他寫了可能是現存對合眾國憲法緊湊理論最徹底的解釋，該書的前十五章專門討論了該主題。由於擔心讀者可能不理解或忘記，他此後每隔两三章就重複一次解釋。仍然擔心人們可能無法理解憲法的緊湊理論 。
該書於1890年由紐約貝爾福德公司首次出版。